# 2-е Миякибашево
2-е Миякибашево (баш. 2-се Миәкәбаш) — деревня в Миякинском районе Республики Башкортостан Российской Федерации. Входит в состав Миякибашевского сельсовета. 

## География

### Географическое положение
Возле деревни р. Шилтерлык впадает в р. Мияки.
Расстояние до:
- районного центра (Киргиз-Мияки): 12 км,
- центра сельсовета (Анясево): 12 км,
- ближайшей ж/д станции (Аксёново): 56 км.

## Население
| 2002 | 2009 | 2010 |
| ---- | ---- | ---- |
| 90   | ↘64  | ↘56  |

Национальный состав
Согласно переписи 2002 года, преобладающая национальность — башкиры (94 %).